# K-pop 핫 100
K-pop 핫 100(영어: K-pop Hot 100)은 2011년 9월부터 2014년 5월까지 서비스된 대한민국의 빌보드 음악 차트이다. 빌보드의 한국 지사인 빌보드 코리아가 한국내에서 판매되고 유통되는 디지털 음원의 13개 온라인 음원 사이트 및 3개 이동통신사 사이트 등의 순위 정보를 모아 1위부터 100위까지 집계해 매주 금요일 발표하였으며, 빌보드 코리아 사이트(1~100위)와 미국 빌보드 본사 사이트의 인터내셔널 부문(1~50위)에 함께 게재되었다. 이름은 K-Pop 차트라고 되어 있지만 2011년 12월 초까지는 순위에 외국 가수의 외국어 노래도 포함되어 있었다.
당시 경영상의 문제로 인해 빌보드코리아가 폐업하게 되면서 2014년 5월 17일 발표한 차트를 마지막으로 서비스가 중단되었다.
이후 2017년 12월, 새로운 빌보드 한국 지사(현재의 빌보드코리아)가 설립되면서 현재는 'Billboard Korea K-Pop100' 차트가 운영되고 있다.

## 역대 기록 Top 10
| 순위 | 곡명                | 아티스트          | 최고 기록 | 발매 연도 |
| ---- | ------------------- | ----------------- | --------- | --------- |
| 1    | 너랑 나             | 아이유            | 5주 1위   | 2011      |
| 1    | 강남스타일          | 싸이              | 5주 1위   | 2012      |
| 1    | 썸                  | 소유, 정기고      | 5주 1위   | 2014      |
| 2    | 시간을 거슬러       | 린                | 4주 1위   | 2012      |
| 2    | 나 혼자             | 씨스타            | 4주 1위   | 2012      |
| 2    | 내꺼하자            | 인피니트          | 4주 1위   | 2012      |
| 3    | 안녕이라고 말하지마 | 다비치            | 3주 1위   | 2011      |
| 3    | Lovey-Dovey         | 티아라            | 3주 1위   | 2012      |
| 3    | BLUE                | 빅뱅              | 3주 1위   | 2012      |
| 3    | All For You         | 서인국, 정은지    | 3주 1위   | 2012      |
| 3    | 1,2,3,4             | 이하이            | 3주 1위   | 2012      |
| 3    | 안녕                | 효린              | 3주 1위   | 2014      |
| 4    | 있다 없으니까       | 씨스타19          | 2주 1위   | 2013      |
| 4    | 착해 빠졌어         | 소유, 매드 클라운 | 2주 1위   | 2013      |

## 같이 보기
- 코리아 K-Pop Hot 100 1위 목록
- 빌보드코리아